# Poseidon (filme)
Poseidon é um filme norte-americano de 2006 baseado no livro O Destino de Poseidon, de Paul Gallico, que, por sua vez, baseado no longa The Poseidon Adventure de 1972. É estrelado por Kurt Russell, Josh Lucas, Jacinda Barrett entre outros, além de uma participação especial da cantora Fergie.
O filme está no Guinness World Records por ter o modelo mais detalhado de CGI em um filme.

## Enredo
O MS Poseidon, é um navio de luxo nomeado para o deus grego do mar, está a fazer uma travessia transatlântica. Jennifer Ramsey e seu namorado Christian são um jovem casal na esperança de serem aceitos, mas seu pai, o ex-prefeito da cidade de Nova Iorque, Robert, tem dúvidas sobre o relacionamento.
Elena, é uma clandestina que viaja para ver o irmão doente em Nova Iorque. Ela está sendo ajudada por Valentin, um garçom do navio que a conheceu em um clube e concordou em contrabandear-la a bordo. Dylan Johns é um jogador profissional que desenvolve sentimentos por uma mulher, Maggie James, que tem um filho, Connor, a quem Johns fica mais próximo durante todo o filme, e Richard Nelson é um arquiteto que está perturbado por ter sido abandonado pelo namorado.
Em 28 de Dezembro de 1968, a maioria dos passageiros está em uma festa no salão para o Ano Novo, inconscientes do perigo prestes a cair sobre eles. No entanto, Nelson deprimido, aguarda um telefonema à meia-noite de seu ex-amante que nunca chega e vê um tsunami de 150 pés de altura subir do mar calmo em direção ao navio. A onda cai na lateral do navio, fazendo-o virar e matar a maioria dos passageiros em seus decks. Enquanto o navio gira 180 graus e submerge do impacto, as janelas no corredor explodem a partir da força intensa da onda, fazendo a água inundar o navio, e ele começa a afundar.
A calma é restaurada no salão depois que o capitão Michael Bradford garante aos passageiros que as embarcações de salvamento estão a caminho e vai estar lá em um par de horas. Como o ar no salão está selado, ele acaba por fornecer um lastro para manter o navio flutuando. Um pequeno grupo de passageiros sobreviventes tentam dirigir-se para a proa do navio, onde eles acreditam que terão a melhores chances de escapar. Eles tentam fazer o seu caminho através de tais perigos como fogo e água, tentando ir para a proa e escapar através do tubo da hélice. No entanto, um por um dos sobreviventes começam a morrer enquanto eles tentam ir para o "fundo" do navio e da superfície. Depois de um tempo o navio afundou-se ainda mais, criando mais pressão da água sobre as janelas do salão, levando-as se romper, inundando o salão, matando todos aqueles dentro dele e acelerando o naufrágio do navio.
O grupo encontra-se na cozinha e veêm a secção curvar e inundar. Enquanto encontrar uma nova saída, uma explosão na popa faz com que a curvatura suba para fora da água, tornando-a acessível. Robert, Christian, Jen e Nelson vão primeiro, deixando Dylan, Maggie e Connor para trás. Maggie e Dylan encontram Connor preso. Ele acaba sendo salvo por Dylan e os três se reuném com o grupo. Na sala de máquinas, Nelson abre uma tampa no tubo da hélice. Sabendo que a sala de controle para as hélices está agora abaixo de água, Robert nada para desligá-las. Ele descobre que o interruptor está quebrado, antes de ficar sem ar, ele bate no botão de inversão em vez, pouco antes dele se afogar. O grupo nota que as hélices giram em outra direção. Dylan encontra um tanque de nitrogênio e jogá-lo nas hélices, criando uma explosão e, portanto, detendo-las. Depois de subir pelo tubo da hélice, eles pulam ao mar e em um bote inflável. O navio, afundando do lado deles, arremessa a balsa longe. Depois de disparar uma pistola sinalizadora, helicópteros e navios nas proximidades chegam e salvam os seis sobreviventes.

## Elenco
- Estúdio: Wan Mächer (RJ)
- Mídia: Televisão / TV Paga / DVD
- Direção: Sheila Dorfman

| Ator             | Personagem       | Dublagem            |
| ---------------- | ---------------- | ------------------- |
| Josh Lucas       | Dylan Johns      | Duda Ribeiro        |
| Kurt Russell     | Robert Ramsey    | Marco Antônio Costa |
| Emmy Rossum      | Jennifer Ramsey  | Fernanda Crispim    |
| Jacinda Barrett  | Maggie James     | Sylvia Salustti     |
| Richard Dreyfuss | Richard Nelson   | Júlio Chaves        |
| Mike Vogel       | Christian        | Christiano Torreão  |
| Mía Maestro      | Elena Morales    | Priscila Amorim     |
| Kevin Dillon     | Lucky Larry      | Alexandre Moreno    |
| Freddy Rodriguez | Marco Valentin   | José Leonardo       |
| Jimmy Bennett    | Connor James     | Matheus Perissé     |
| Andre Braugher   | Capitão Bradford | Márcio Simões       |
| Fergie           | Gloria           | Élida L'Astorina    |
| Locutor e Placas |                  | Sérgio Fortuna      |

## Recepção
Poseidon teve recepção mista por parte da crítica especializada. Com base em 36 avaliações profissionais, alcançou uma pontuação de 50% no Metacritic. Em avaliações mistas, da L.A. Weekly, Ella Taylor disse: "Os efeitos são ótimos, a partir da sequência de abertura de dois minutos e meio que rastreia em torno do forro brilhantemente iluminado por baixo, por cima e em redor, para algumas incríveis cenas nos exteriores do navio gemendo e rolando no mar revolto como um gigante baleia ferida."
Do The A.V. Club, Scott Tobias: "Titanic" sem as metáforas, a consciência de classe, a história de amor, ou qualquer coisa parecida com um tema, Poseidon investe tão pouco em seu roteiro que ele poderia muito bem ser um episódio de "The Love Boat" sendo horrivelmente errado."
Chicago Sun-Times, Roger Ebert: "Não há nada de errado com as performances. Todos os atores são profissionais, apesar de nenhum ter sido tão divertido como Shelley Winters, que é o ator que todo mundo se lembra do filme de 1972."
Chicago Tribune, Michael Phillips: "Pelo menos Poseidon cuida para despachar o Black Eyed Peas, Stacy Ferguson, que como a artista a bordo, canta o que pode ser a pior música já escrita, repetiu durante os créditos finais."
Charlotte Observer, Lawrence Toppman: "Os efeitos especiais, com uma exceção dolorosa, realizam-se lindamente. Mas as pessoas não têm personalidade, a história não é convincente, e todo o filme é tão superficial quanto a poça deixada em um telhado plano por uma chuva de 20 minutos."
The New York Times, Dana Stevens: "Praticamente clichê puro: razoavelmente bem executado, descartável, que quando você finalmente chegar ao redor para vê-lo em sua configuração correta, vai fazer você ficar feliz por ter decidido viajar por via aérea, em vez de por via marítima."
Salon.com, Stephanie Zacharek: "Uma imagem aceitavelmente divertida. A apenas 100 minutos de duração, se sente apertado e adornado, e ao contrário de muitos filmes contemporâneos de ação, orgulha-se de apenas uma final, em vez de uns três falsos. Além do mais, ele é tão idiota quanto o original."
Do The Washington Post, Stephen Hunter deu uma avaliação favorável: "Petersen deixa de fora, em grande parte, caráteres, voltas na história, anedotas e relações pessoais quentes. Poseidon não é bonito, engraçado, quente, agradável, inspirador ou edificante. É sobre o incrível trabalho de sobrevivência em um mundo anti-social virado totalmente em um instante."
Com índice de 33%, o Rotten Tomatoes chegou ao consenso que "Poseidon" é "um remake que oferece deslumbrantes efeitos especiais. Infelizmente, não parece que qualquer parte do orçamento foi dedicado ao roteiro".

## Trilha Sonora
1. Won't Let You Fall - Fergie
2. Bailamos - Fergie
3. Postales - Federico Aubele
4. Be With You (Club Mix) - Mary J. Blige (Bonus Track)
5. The Poseidon
6. The Wave
7. A Map & A Plan
8. Fire Dive
9. Claustrophobia
10. Drowning
11. Don't Look Down
12. Escape[4]